# Sterculia perryae
Sterculia perryae är en malvaväxtart som beskrevs av André Joseph Guillaume Henri Kostermans. Sterculia perryae ingår i släktet Sterculia och familjen malvaväxter. Inga underarter finns listade i Catalogue of Life.